# Joaquín "Jack" García
Joaquín "Jack" García (1952, La Habana) es un cubano-estadounidense agente del FBI retirado, que infiltró en 2002 la familia criminal Gambino de la mafia italiana con el alias de Jack Falcone. Greg DePalma, capo en jefe de la familia Gambino le ofreció a García la posición de iniciado (made man), que posibilitaría a García en ser el primer agente federal en alcanzar esa posición en la mafia. Sin embargo, el FBI cesó las investigaciones en 2005 cuando García estaba en riesgo de ser descubierto, pero con suficientes evidencias para procesar a DePalma y otros mafiosos de rango elevado. DePalma fue arrestado y condenado a 12 años de prisión en una cárcel federal, gracias a los esfuerzos de García.

## Obra
- Making Jack Falcone: An Undercover FBI Agent Takes Down a Mafia Family (Hardcover). Por Joaquin "Jack" Garcia (autor), Michael Levin (colaborador)